# Ruptawa

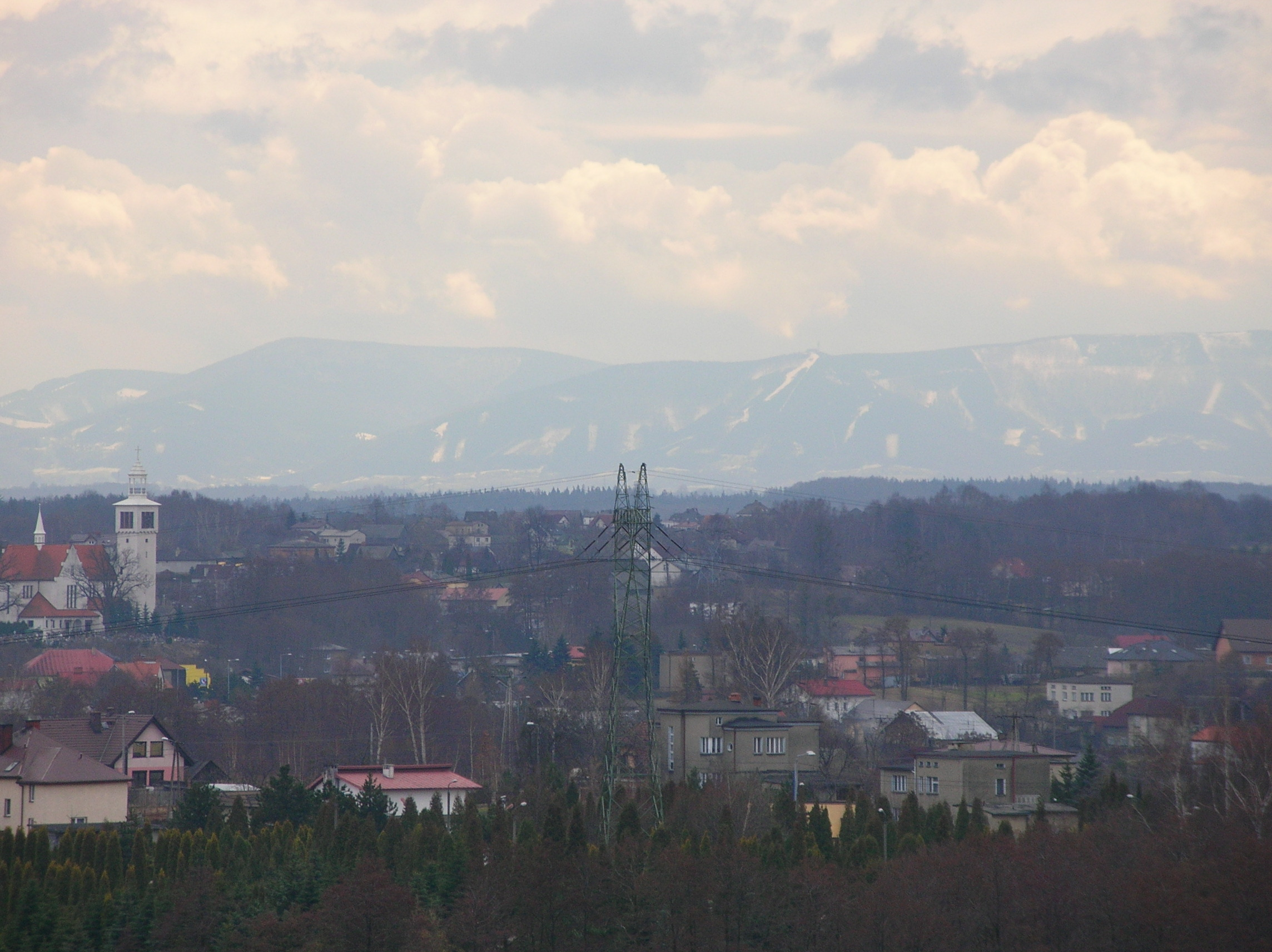
Nhìn chung

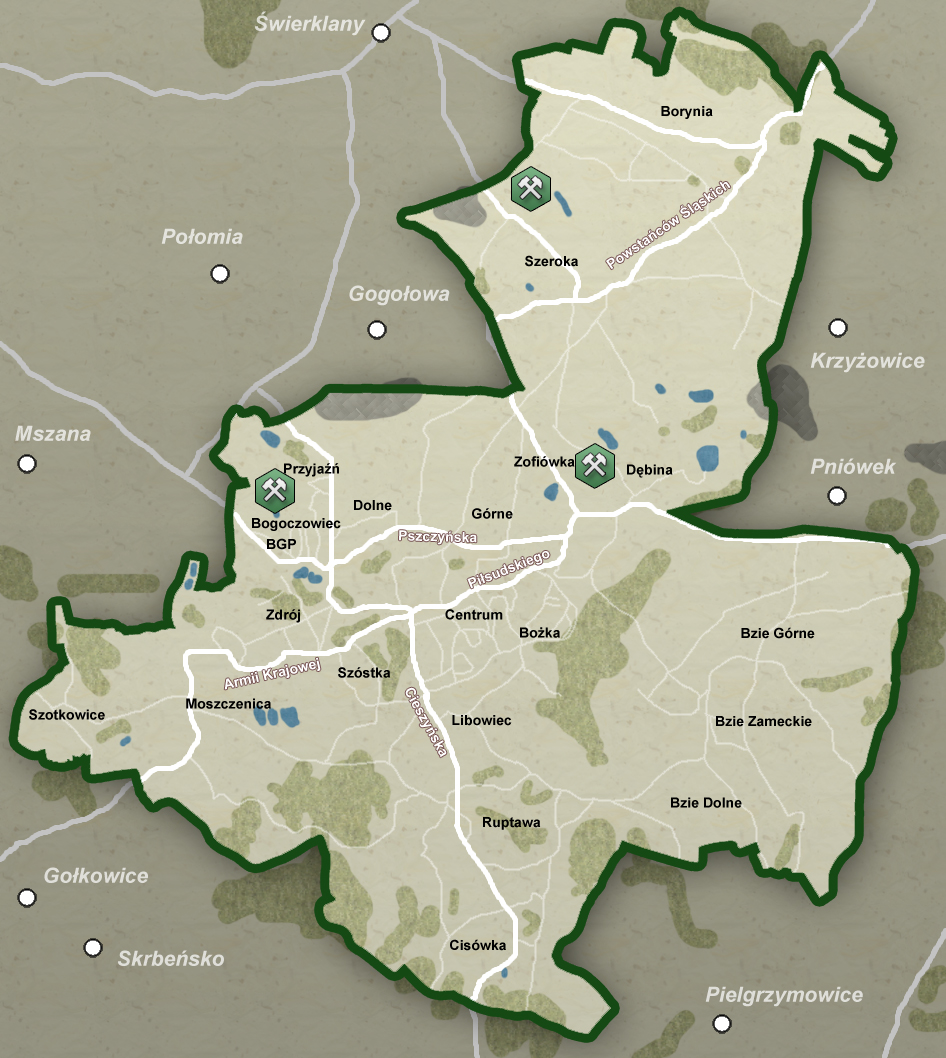
Một bản đồ của Jastrzębie-Zdrój

Ruptawa (tiếng Đức: Ruptau) là một sołectwo ở phía nam của Jastrzębie-Zdrój, Silesian Voivodeship, miền nam Ba Lan. Đó là một ngôi làng độc lập nhưng đã trở thành một phần hành chính của Jastrzębie-Zdrój vào năm 1975.
Nó có diện tích na là 1522,51 hecta và vào ngày 31 tháng 12 năm 2012, nó có 3.741 cư dân.

## Lịch sử
Ngôi làng được đề cập lần đầu tiên trong một tài liệu tiếng Latinh của Giáo phận Wrocław có tên Liber fundationis episcopatus Vratislaviensis từ khoảng năm 1305 như là một mục trong Ruptava debent esse triginta mansi. Việc tạo ra ngôi làng là một phần của chiến dịch định cư lớn diễn ra vào cuối thế kỷ 13 trên lãnh thổ của cái mà sau này được gọi là Thượng Silesia. Một giáo xứ Công giáo cũng được thành lập trong quá trình này. Về mặt chính trị, ngôi làng thuộc về Lãnh địa Racibórz, bên trong Ba Lan bị chia cắt thời phong kiến. Năm 1327, công tước trở thành một thái ấp của Vương quốc Bohemia, sau năm 1526 trở thành một phần của chế độ quân chủ Habsburg. Sau chiến tranh Silesian, nó trở thành một phần của Vương quốc Phổ. Năm 1908, ngôi làng trở thành trụ sở của một giáo xứ Luther.

Trong thời kỳ giữa chiến tranh, đây là một trong một số thành phố duy nhất ở Thượng Silesian (do đó không bao gồm Cieszyn Silesia) của Silesian Voivodeship được quyền tự trị, chiếm hơn 10% dân số là người Tin lành (29,7% vào năm 1933). Sau đó, nó bị Đức Quốc xã thôn tính vào đầu Thế chiến II, và trở lại Ba Lan sau đó.

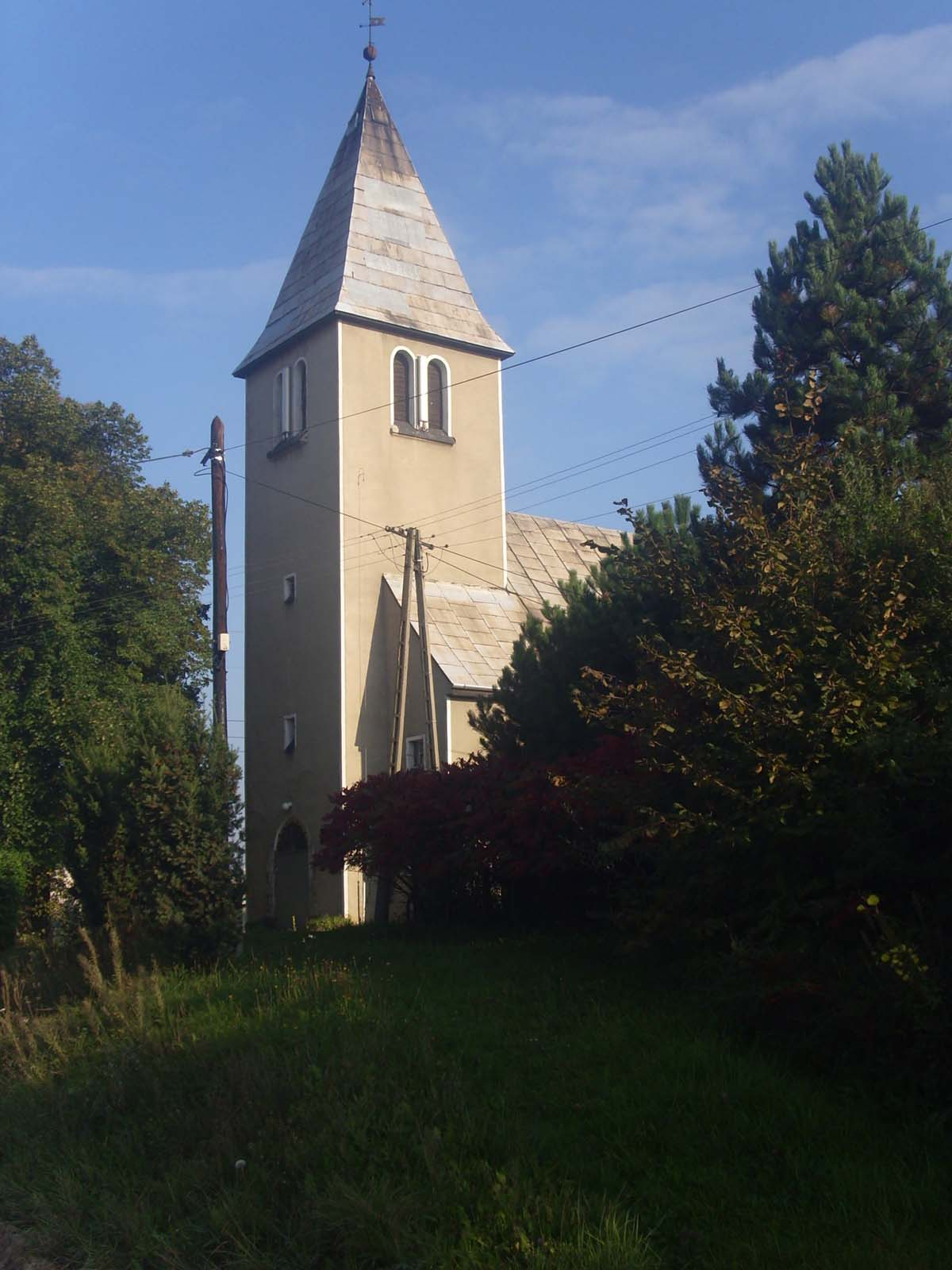
Nhà thờ Luther cổ
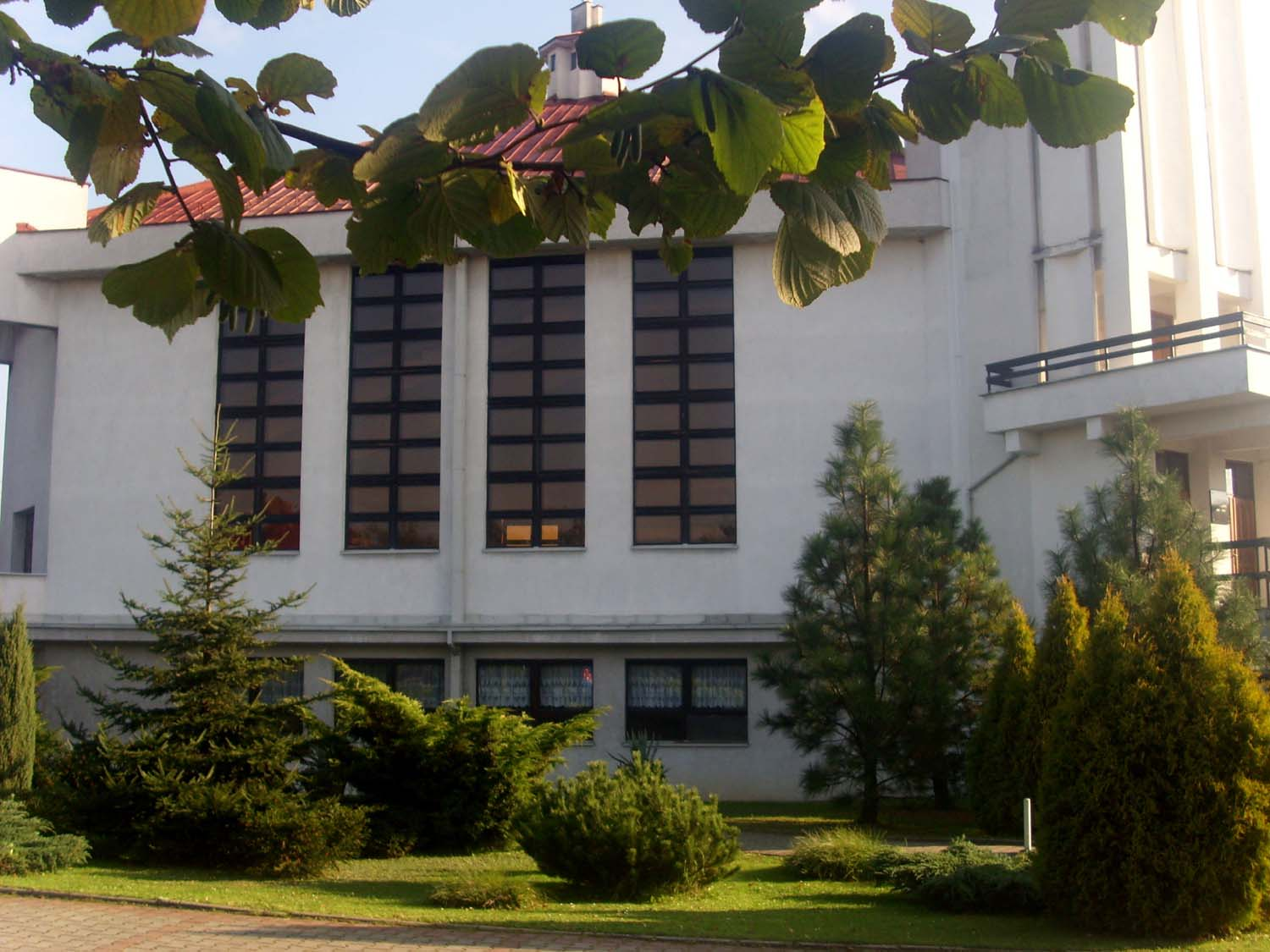
Nhà thờ Luther mới